# Hogan's Alley (videojuego de 1984)
Hogan's Alley es un videojuego lanzado en 1984 por Nintendo para su consola Nintendo Entertainment System. La versión arcade se conoce como Vs. Hogan's Alley. El juego hace uso del Nintendo Zapper.
Aquí, el jugador toma el rol de un policía en entrenamiento. Él debe disparar exclusivamente a los bandidos en diferentes situaciones (seleccionables por el usuario). Se permite un máximo de 10 errores.

## Modos de juego
- Hogan's Alley A: Se te presentarán tres figuras y tú debes dispararles a las que representan bandidos en un tiempo que va decreciendo a medida que avanzas en el juego.
- Hogan's Alley B: Te encuentras en una simulación de una pequeña ciudad, y debes disparar a las figuras que van apareciendo de distintos lugares. Ten cuidado de no dispararle al policía, a la mujer o al profesor.
- Trick Shoot: Practica tu puntería disparándole a latas para hacer que lleguen al otro extremo de la pantalla.